# Nikolai Demiànov
Nikolai Iàkovlevitx Demiànov (en rus Никола́й Я́ковлевич Демья́нов) nascut el 15 de març de 1861 a Tver (óblast de Tver, Rússia) i traspassat el 19 de març de 1938 a Moscou, fou un destacat químic orgànic rus/soviètic, conegut per la reacció orgànica coneguda com a reordenament de Demiànov.

## Biografia
Estudià a la Universitat de Moscou on fou alumne de Vladímir Markóvnikov i sota la seva direcció realitzà la seva primera tesi que tractava de la dextrina (1886). El juny de 1887 va entrar com a assistent a l'Acadèmia Petrovski, i fou professor des del 1899 fins al final de la vida. La seva tesi d'especialització "Acció de l'àcid nitrós en el tri, tetra i pentametilendiamina i metiltrimetilè" la defensà el 1895 a la Universitat de Sant Petersburg, i la seva tesi doctoral el 1899 a la Universitat de Moscou.
Fou nomenat acadèmic de l'Acadèmia de Ciències de l'URSS el 1929 i fou guardonat amb el Premi Lenin el 1930.

## Obra
La seva principal contribució a la química orgànica fou la reacció d'amines primàries amb àcid nitrós per a donar alcohols amb una estructura reordenada i que es coneix a química orgànica com reordenament de Demiànov.